# Aethecerus pacificator
Aethecerus pacificator là một loài tò vò trong họ Ichneumonidae.